# Claviger katharinae
Claviger katharinae – chrząszcz z rodziny kusakowatych, podrodziny Pselaphinae.

## Występowanie
Występuje w Turcji.